# راشيل كاربانى
راشيل كاربانى (بالإنجليزية: Rachael Carpani)‏ هي ممثلة أسترالية، ولدت في 24 أغسطس 1980 بسيدني في أستراليا.

## أعمال

### أفلام
- (2009) مثلث[2]

## وصلات خارجية
- راشيل كاربانى على موقع IMDb (الإنجليزية)
- راشيل كاربانى على موقع روتن توميتوز (الإنجليزية)
- راشيل كاربانى على موقع ألو سيني (الفرنسية)
- راشيل كاربانى على موقع أول موفي (الإنجليزية)
- راشيل كاربانى على موقع قاعدة بيانات الفيلم (الإنجليزية)
- راشيل كاربانى على موقع كينوبويسك (الروسية)